# 黒谷 (八尾市)
黒谷（くろだに）は、大阪府八尾市の地名。現行行政地名は黒谷一丁目から黒谷六丁目と大字黒谷。住居表示は未実施。

## 歴史・地理
令制国一覧 > 畿内 > 河内国 > 高安郡 > 黒谷村
当地は高安山の麓の傾斜地に位置し、山麓の西側は教興寺地区と接しているが、かつて耕作地は教興寺村と複雑に入り組んでおり、その地域は恩智川を越えて近鉄高安駅付近まで達していた。また、府道山本黒谷線は終点が現在は教興寺2丁目であるが、東高野街道（国道170号線）との四つ辻の登記上の所在地がかつては大字黒谷で、名称の由来でもある。四つ辻南東角に宝永5年設置の旧い道標「和州信貴山毘沙門天王」が、南西角に「和州信貴道是四十（二丁）」の起点町石があり、ここから東は教興寺門前・黒谷集落を経て信貴山へ至る山道となる。
正保郷帳の写しとされる河内国一国村高控帳では701石余で、これには教興寺村の分も含まれている。元文2年の河内国石高帳では467石余。うち270石余が備中岡田藩支配地分、のこりが幕府直轄地から始まり幾度か支配者が変わり、寛文9年に淀藩領となり幕末に至っている。明治以降の市町村制施行で南高安村の大字となる。昭和47年の現住所表記施行時に教興寺地区とともに域内が整理され、教興寺より西側・大阪外環状線の東が教興寺、それより西は高安町北、高安町南に整理された。

## 世帯数と人口
2020年（令和2年）3月31日現在（八尾市発表）の世帯数と人口は以下の通りである。
| 大字・丁目 | 世帯数  | 人口    |
| ---------- | ------- | ------- |
| 黒谷       | 0世帯   | 0人     |
| 黒谷一丁目 | 20世帯  | 42人    |
| 黒谷二丁目 | 202世帯 | 439人   |
| 黒谷三丁目 | 125世帯 | 263人   |
| 黒谷四丁目 | 199世帯 | 513人   |
| 黒谷五丁目 | 80世帯  | 172人   |
| 黒谷六丁目 | 165世帯 | 356人   |
| 計         | 791世帯 | 1,785人 |

### 人口の変遷
国勢調査による人口の推移。
| 1995年（平成7年）  | 1,778人 | [ 5 ] |  |
| 2000年（平成12年） | 1,814人 | [ 6 ] |  |
| 2005年（平成17年） | 1,834人 | [ 7 ] |  |
| 2010年（平成22年） | 1,857人 | [ 8 ] |  |
| 2015年（平成27年） | 1,828人 | [ 9 ] |  |

### 世帯数の変遷
国勢調査による世帯数の推移。
| 1995年（平成7年）  | 557世帯 | [ 5 ] |  |
| 2000年（平成12年） | 617世帯 | [ 6 ] |  |
| 2005年（平成17年） | 635世帯 | [ 7 ] |  |
| 2010年（平成22年） | 653世帯 | [ 8 ] |  |
| 2015年（平成27年） | 685世帯 | [ 9 ] |  |

## 学区
市立小・中学校に通う場合、学区は以下の通りとなる（2020年5月時点）。
| 大字・丁目 | 番                                                              | 小学校               | 中学校               |
| ---------- | --------------------------------------------------------------- | -------------------- | -------------------- |
| 黒谷       | 626・670番地 974～991番地                                       | 八尾市立高安小学校   | 八尾市立高安中学校   |
| 黒谷       | 958番地、992～999番地 1001～1074・1086番地 1132～1133・1137番地 | 八尾市立南高安小学校 | 八尾市立南高安中学校 |
| 黒谷一丁目 | 全域                                                            | 八尾市立南高安小学校 | 八尾市立南高安中学校 |
| 黒谷二丁目 | 42・78～97番地 101～323番地                                     | 八尾市立南高安小学校 | 八尾市立南高安中学校 |
| 黒谷二丁目 | 1～41番地 43～77番地 98～100番地                                | 八尾市立高安小学校   | 八尾市立高安中学校   |
| 黒谷三丁目 | 全域                                                            | 八尾市立南高安小学校 | 八尾市立南高安中学校 |
| 黒谷四丁目 | 全域                                                            | 八尾市立南高安小学校 | 八尾市立南高安中学校 |
| 黒谷五丁目 | 全域                                                            | 八尾市立南高安小学校 | 八尾市立南高安中学校 |
| 黒谷六丁目 | 全域                                                            | 八尾市立高安小学校   | 八尾市立高安中学校   |

## 事業所
2016年（平成28年）現在の経済センサス調査による事業所数と従業員数は以下の通りである。
| 丁目           | 事業所数 | 従業員数 |
| -------------- | -------- | -------- |
| 黒谷一丁目     | 4事業所  | 49人     |
| 黒谷二〜四丁目 | 8事業所  | 21人     |
| 黒谷六丁目     | 8事業所  | 17人     |
| 計             | 20事業所 | 87人     |

## 交通
- 近鉄信貴山口駅（6丁目）

## 施設
- 熊野権現社（4丁目）
信貴道を5丁ほど上ったところにある神社で黒谷地区の氏神。慶長年間に熊野権現を勧請し建立され、もとは山中にあったが昭和3年に現在地に遷座、その後境内が東部に拡張されている。
- 黒谷高札場
権現社の少し下の旧庄屋の門前にある。八尾市内に残る唯一の高札場。
- 市民の森（5丁目）

## その他

### 日本郵便
- 郵便番号 : 581-0873[2]（集配局：八尾郵便局[12]）。